# Trin (Gemeinde Matrei in Osttirol)
Trin ist eine Rotte der Gemeinde Matrei in Osttirol und gehört zur Fraktion (Ortschaft) Kienburg. Die Ortschaft liegt im Iseltal und wurde 1991 von 57 Menschen bewohnt.

## Geographie
Die Rotte Trin liegt an der Mündung der Schwarzach in die Isel, wobei die Schwarzach den Ort im Nordwesten und die Isel im Norden begrenzt. Trin besteht aus einer Straßensiedlung am Talboden an der Kienburger Straße (L 393), einer kleinen Ansiedlung auf einer Anhöhe sowie der Einzelsiedlung Brunner. Während die Straßensiedlung 2025 aus 26 Adressen bestand (inklusive Brunner), lagen auf der Anhöhe die Bauernhöfe Blasen (Kienburg 14/14a) und Trinninger (Kienburg 16 und 24) sowie die Trinkapelle. Benachbarte Ortschaften sind Oberhuben am gegenüberliegenden Schwarzachufer und der Weiler Kienburg im Südosten (beide an der Kienburger Straße gelegen) sowie Unterpeischlach im Norden am Nordufer der Isel (Gemeinde Kals am Großglockner).

## Bevölkerung
In den Volkszählungen wurde Trin lange Zeit nicht getrennt ausgewiesen. 1951 wurde Trin als Teil der Fraktion Huben mit zwei Wohngebäuden und 23 Einwohnern als Einzelsiedlung (Einschicht) erwähnt, wobei zu Huben auch Gebäude und Einwohner in Streulage gehörten, die wahrscheinlich später teilweise Trin zugerechnet wurden. Auch Brunn bzw. Brunner wurde lange Zeit nicht bei Trin eingerechnet, sondern separat gezählt. 1961 lebten in der Einzelsiedlung Trin 13 Menschen in zwei Gebäuden, die Streusiedlung hatte 20 Einwohner in vier Gebäuden, Brunn zwei Gebäude und 22 Einwohner. Seit 1971 gilt Trin als Rotte der Fraktion Kienburg, wobei in diesem Jahr 51 Menschen acht Wohngebäude bewohnten. Im Ortsverzeichnis der Statistik Austria wird die Ortschaft 1981 mit 59 Einwohnern in zehn Gebäuden bzw. acht bewohnten Gebäuden ausgewiesen. 1991 wird Trin in den Ortsverzeichnissen letztmalig separat mit Gebäuden und Einwohnern ausgewiesen. Zu diesem Zeitpunkt umfasste die Rotte 14 Gebäude, wovon 12 Gebäude von 57 Menschen bewohnt waren. 1991 wurde dabei die Ortslage Brunner erstmals zu Trin gezählt.

## Geschichte
Trin bestand ursprünglich nur aus der Ansiedlung auf der Anhöhe oberhalb der Kienburger Straße, wobei im Franziszeischen Kataster Mitte des 19. Jahrhunderts dort drei große Gebäude und die Kapelle abgebildet wurden. Am Talboden bestanden hingegen nur mehrere kleine Hütten, die vermutlich als Heustadel verwendet wurden. Der hölzerne Vorgängerbau der Trinkapelle wurde erstmals 1859 kartografisch dokumentiert. Der bestehende Neubau inschriftlich stammt aus dem Ende des 19. Jahrhunderts.